# Diseño de servicios
El diseño de servicios es la actividad de planificar y organizar: personas, infraestructura, comunicación y materiales que componen un servicio, para mejorar su calidad, la interacción entre el proveedor y las personas usuarias y la experiencia de las mismas. El diseño de servicios permite diseñar experiencias memorables para las personas usuarias creando nuevos vínculos entre los diferentes agentes del proceso potenciando sus capacidades de acción e interacción.
El aumento del tamaño y la creciente importancia del sector servicios, tanto en número de gente empleada como en importancia económica, requiere que los servicios sean minuciosamente diseñados para que los proveedores de servicios sean competitivos y continúen atrayendo personas usuarias.
El diseño (o rediseño) de un servicio puede requerir por un lado la reorganización de las actividades que realizan los proveedores del servicio (back office) y por el otro el rediseño de las interfaces e interacciones que tienen las personas usuarias con el proveedor del servicio (front office: website, contacto personal, teléfono, blog, etc.)
El diseño de servicios se está usando cada día más, tanto en el sector privado como en el sector público para realizar una transformación de la experiencia del servicio acorde con los requerimientos de las personas usuarias.
Una de las sistemáticas de diseño de servicios utilizadas es design thinking. Originalmente desarrollado para el diseño de productos, ha sido posteriormente adaptada para el diseño en servicios. Este proceso integra el diseño desde el mismo inicio del desarrollo de una experiencia o servicio, partiendo del entendimiento del cliente. Para lograrlo, se utilizan diversas herramientas y técnicas   procedentes de varias disciplinas, como Sociología, Antropología, Psicología, Artes plásticas, Computación, etc.
El diseño de servicios se suele basar en el seguimiento cercano (shadowing) y el estudio empático de los usuarios para la mejor comprensión de sus usos y comportamientos con respecto a un servicio. Esta técnica es mucho más certera que las tradicionales encuestas a distancia porque: lo que la gente dice que hace no suele ser lo que realmente hace. Los conceptos e ideas generadas son capturadas en sketches y prototipados de servicio. De esta forma, aplicando herramientas y técnicas de diseño se pueden mejorar o crear los servicios.